# عملية صولة الفرسان

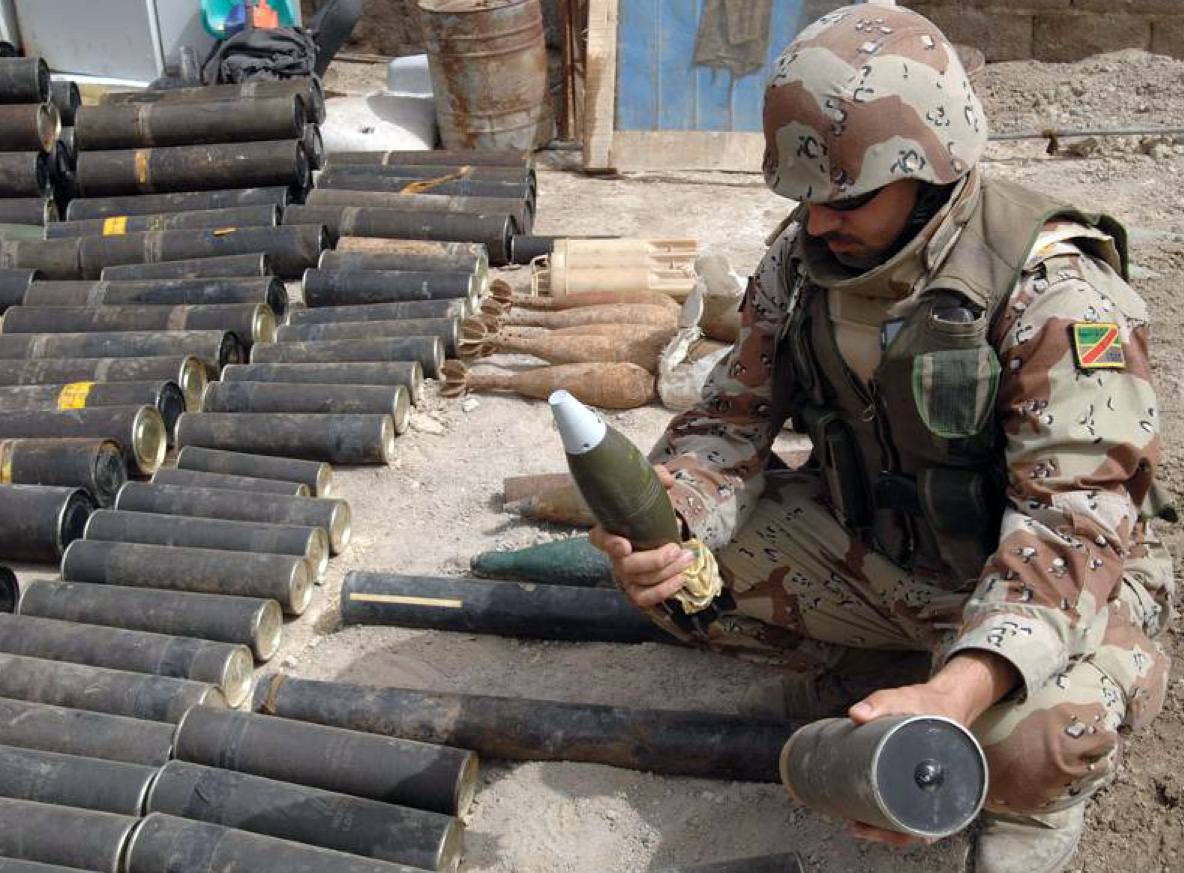
عسكري عراقي يعاين أسلحة مصادرة

صولة الفرسان (أو معركة البصرة) هي عملية عسكرية أطلقتها الحكومة العراقية برئاسة رئيس الوزراء نوري المالكي في 25 مارس 2008 لطرد ميليشيا جيش المهدي من مدينة البصرة بجنوب العراق، وهي أول عملية كبرى يخطط لها وينفذها الجيش العراقي منذ غزو العراق عام 2003.
قامت طائرات التحالف والطائرات العراقية بدوريات في سماء البصرة، وقدمت معلومات استخباراتية ونفذت ضربات جوية لدعم القوات العراقية على الأرض. قدمت قوات التحالف فرقًا عسكرية انتقالية مدمجة في وحدات الجيش العراقي، كما أجرت القوات الخاصة الأمريكية عمليات مشتركة مع وحدات القوات الخاصة العراقية.
واجهت القوات العراقية مقاومة شديدة من ميليشيا جيش المهدي داخل المدينة فتوقف الهجوم، مما تطلب دعمًا جويًا ومدفعيًا أمريكيًا وبريطانيًا وأدى في النهاية إلى مواجهة. أدى القتال العنيف على مدى ستة أيام إلى مقتل أكثر من 1000 شخص.
سحب مقتدى الصدر مقاتليه من الشوارع في أعقاب وقف إطلاق النار الذي تم التفاوض عليه في إيران في 31 مارس، لكنه حقق نصراً سياسياً كبيراً. ومع ذلك واصل الجيش العراقي المعزز بألوية من أجزاء أخرى من العراق بما في ذلك الفرقة الأولى من الأنبار، تنفيذ عمليات تطهير أبطأ وأكثر تعمدا في معاقل الميليشيات. نفذت وحدة الأسلحة والتكتيكات الخاصة في الحلة بالإضافة إلى قوات العمليات الخاصة العراقية عددًا من الغارات على قادة الميليشيات. بحلول 20 أبريل، كان الجيش العراقي قد سيطر على آخر منطقة رئيسية يسيطر عليها جيش المهدي، وبحلول 24 أبريل، أعلنت القوات العراقية سيطرتها الكاملة على وسط المدينة.

## سير العملية
بعد تصاعد نفوذ ميليشيا جيش المهدي بقيادة مقتدى الصدر شنت قوات الجيش العراقي عملية عسكرية في وسط وجنوب العراق استهدفت قيادات ومعاقل وأنصار التيار الصدري ومليشيا جيش المهدي نتيجة تنافس أصحاب النفوذ السياسي لإقصاء الصدريين من الساحة السياسية.
استمر القتال قرابة ثلاثة أسابيع وتم وقف القتال بعد إصدار بيانات مقتدى الصدر الداعية إلى القاء السلاح واستقبال القوات الأمنية بالورود ومصاحف القرآن وبعد إصدار أوامر من مقتدى الصدر بأخفاء المظاهر المسلحة، ولم يتمكن الجيش العراقي في البداية من القضاء على المتمردين، ولكن قامت الحكومة العراقية بإرسال المزيد من القوات من محافظات عراقية مختلفة. وصرح رئيس الوزراء العراقي نوري المالكي بأن الغرض هو القضاء على شبكات الجريمة ومهربي النفط في البصرة.
نفذت العملية لاستهداف قيادات مليشيا جيش المهدي وضرب أماكن تواجدها وبإسنادٍ من القوات الأمريكية برآ وجوآ وقُتلَ خلال هذه العملية عدد من عناصر المليشيا واعتقال عدد آخر وفرار بعض قياداته إلى إيران ومصادرة كميات كبيرة من العتاد والسلاح.

## الخسائر
نتج عن هذه العملية خسائر مادية تقدر بـ 27 مليون دولار، وخسائر بشرية من الطرفين والمدنيين تقدر بـ 1500 قتيل.وفرضت الدولة سيطرتها بالكامل على المحافظات الجنوبية.

## الإقصاءات بعد العملية
بعد العملية قامت وزارة الدفاع باجراء تغييرات في قيادة الجيش بنقل واستبدال بعض القيادات.

## النتائج
- إلقاء القبض على أكثر 1200 من عناصر مليشيا جيش المهدي، والاستيلاء على آلاف قطع السلاح والعتاد التي أغلبها إيراني الصنع.
- اتفاق وقف إطلاق النار[1]
- تجميد مليشيا جيش المهدي من قبل مقتدى الصدر.
- تحسن كبير في الوضع الأمني في عموم العراق.
- اتجاه التيار الصدري الاتجاه السياسي السلمي.

## أبرز قادة الجيش العراقي
- الفريق الأول الركن موحان الفريجي.
- الفريق الركن محمد جواد هويدي عمر (قائد عمليات البصرة سابقاً).
- اللواء الركن عزيز الظالمي (القائد السابق لفرقة المشاة الرابعة عشر).
- اللواء الركن طارق عبد الوهاب العزاوي (قائد الفرقة الأولى للقوات الخاصة).
- اللواء الركن عبد الجليل خلف شويل (قائد سابق لشرطة البصرة).

كما شاركت ألوية متعددة من الجيش في العملية.